# Pablo Chiuminatto
Pablo Chiuminatto (Quilpué, 1965 - Santiago, 15 de marzo de 2025) fue un artista visual y académico chileno.

## Biografía
Chiuminatto comenzó su formación artística de modo autodidacta y más tarde estudió grabado en el Taller 99 (1985-1988), dirigido por Nemesio Antúnez; también frecuentó el taller de pintura digital La Brocha, en la plaza del Mulato Gil de Castro de Santiago de Santiago. A partir de su interés en la enseñanza y la teoría del arte (en 1996 se desempeñó como profesor en el taller de pintura en el Centro Balmaceda 1215), obtuvo posteriormente un doctorado en Filosofía con mención en Estética y Teoría del Arte en la Universidad de Chile y realizó estudios de postdoctorado en Italia (2007-2009). Allí colaboró con el equipo dirigido por Giulia Belgioioso para editar las obras completas de René Descartes, editorial Bompiani, en el Centro Interdipartimentale di Studi su Descartes e il Seicento, en Lecce. Producto de este interés por el filósofo francés lanzaría también el libro René Descartes, el método de las figuras. Imaginario visual e ilustración científica, que publicó en 2013.
Fue profesor de la Facultad de Letras de Universidad Católica —en cuya editorial coordinó los trabajos que culminaron con la publicación de la versión abreviada de El Quijote de Cervantes, adaptada al español de América— coordinador de proyectos digitales y miembro del Centro de Estudios en Literatura Chilena (CELICH). Desarrolló investigación formalizada en el campo de la historia de la cultura, hipermedios, iconología y estética.
En 2011, con su esposa, Soledad Sairafi, fundaron la Editorial Orjikh en Santiago de Chile, con el objetivo de recuperar la tradición de las casas editoriales familiares, dedicadas de manera personalizada a cada uno de sus libros. Desde 2023, Orjikh Editores forma parte de Editoriales de Chile.
Sus obras forman parte de la colección de una serie de museos, entre los que se pueden citar el Stedelijk de Ámsterdam, Ralli de Punta del Este, Arte Moderno de Chiloé, Blanton, de la Universidad de Texas en Austin.

## Exposiciones Individuales
- 2021 Noche cerrada, Centro de Extensión UC, Santiago, Chile.
- 2015 Paisajes de estudio, Centro de Extensión UC, Santiago, Chile.
- 2010 Obras Recientes, 1992-2010, Galería Afa, Santiago, Chile.
- 2008 Nuevas Pinturas Antiguas, Galería Sendrós, Buenos Aires, Argentina.
- 2007 Visible, Sala Gasco Arte Contemporáneo, Santiago, Chile.
- 2005 Galería Artespacio, Santiago, Chile.
- 2001 Galería Artespacio, Santiago, Chile
- 1998 Galería Centro de Extensión de la Universidad de Talca, Chile.
- 1996 Galería Artespacio, Santiago, Chile.
- 1994 Galería Praxis Internacional, Santiago, Chile.
- 1991 Galería Praxis Internacional, Santiago, Chile.
- 1988 Galería del Cerro, Santiago, Chile.
- 1986 Galería de los Talleres, Santiago, Chile.

## Publicaciones
- La habitación ideal, recorrido por el artículo de Edgar Allan Poe «La filosofía de la decoración» (traducción de Francisco Díaz Klaassen) que Chiuminatto hace con Begoña Alberdi; Orjikh Editores, Santiago, 2012
- René Descartes, el método de las figuras. Imaginario visual e ilustración científica; Orjikh, Santiago, 2013
- Patagonia desierto de agua, con Rodrigo del Río y fotografías de Damián Gelerstein; Orjikh, Santiago, 2015
- Diálogos para una nueva escuela en Chile: el auge de la educación, en coautoría con Miguel Nussbaum, Ediciones UC y CEPPE, Santiago, 2015
- La imaginación: el taller de la mente, en coautoría con Valentina Rosales; Orjikh, Santiago, 2019
- Futuro esplendor: ecocrítica desde Chile, con Andrea Casals; Orjikh, Santiago, 2019
- Gusto, sabor y saber con Ignacio Veraguas; Orjikh, Santiago, 2022